# Olena Borysenko
Olena Borysenko (née le 4 juin 1996 à Kreminna en Ukraine) est une archère ukrainienne. Elle est médaillée d'or championne du monde de tir à l'arc en 2015 dans l'épreuve par équipe féminine de l'arc à poulie.

## Biographie
Olena Borysenko commence le tir à l'arc en 2014. Les premières compétitions internationales d'Olena Borysenko ont lieu en 2015. Son premier podium mondial est en 2015, alors qu'elle remporte l'or championnats du monde 2015 à l'épreuve par équipe féminine de l'arc à poulie.

### Vie personnelle
Borysenko est une amatrice de chant et de sociologie.

## Palmarès
- Championnats du monde[1]
  -  Médaille d'or à l'épreuve par équipe femme aux championnats du monde 2015 à Copenhague (avec Viktoriya Diakova et Mariya Shkolna).

- Championnats d'Europe en salle
  -  Médaille d'argent à l'épreuve par équipe femmes junior aux championnats d'Europe en salle de 2015 à Koper.